# Запис Јовановића јасен (Течић)
Запис Јовановића јасен (Течић) се налази на парцели чији је власник Јовановић Драгомир.

## Локација
| Општина             | Рековац                                                          |
| Катастарска општина | Течић                                                            |
| Потес               | Њиве                                                             |
| Координате          | 43° 50′ 15″ С; 21° 06′ 30″ И / 43.837600000000002° С; 21.1083° И |
| Надморска висина    | 214m                                                             |

## Карактеристике
Дендрометријске вредности утврђене на терену и сателитским снимцима:
| Стабло                     | Јасен |
| Висина стабла              | m     |
| Обим дебла                 | m     |
| Пречник крошње             | 23m   |
| Пречник дебла              | m     |
| Висина дебла до прве гране | m     |

## База записа
Запис је у оквиру Викимедија пројекта "Запис - Свето дрво" заведен под редним бројем 0455.